# سفارة جمهورية الدومينيكان في اليابان
سفارة جمهورية الدومينيكان في اليابان هي أرفع تمثيل دبلوماسي لدولة جمهورية الدومينيكان لدى اليابان. تقع السفارة في وهي تهدف لتعزيز المصالح الدومينيكانية في اليابان.

## وصلات خارجية
- قائمة سفارات جمهورية الدومينيكان
- قائمة السفارات في اليابان